# 阿尔察赫共和国
阿尔察赫共和国，通称阿尔察赫（Արցախ），又称纳戈尔诺-卡拉巴赫共和国（Լեռնային Ղարաբաղի Հանրապետության），位于西亚北部，是历史上的主权争端地区及有限承认国家。联合国和世界上的大部分國家均将其视为亞塞拜然的一部分；自1991年至2020年納戈爾諾-卡拉巴赫戰爭前它控制了原蘇聯亞塞拜然蘇維埃社會主義共和國治下的納戈爾諾-卡拉巴赫自治州的大部分領土以及週邊的一些區域，西接亞美尼亞，南連伊朗。自2020年至2023年納戈爾諾-卡拉巴赫攻勢前，阿尔察赫实际控制地区仅剩余原納戈爾諾-卡拉巴赫自治州的北部，并完全被阿塞拜疆控制领土包围。2023年9月28日，阿爾察赫總統薩姆韋爾·沙赫拉馬尼揚簽署命令宣布阿爾察赫共和國將於2024年1月1日解散所有政府機關，宣告國家滅亡。
阿尔察赫是一个山地国家，平均海拔高达1097米。绝大部分纳卡居民为基督徒亚美尼亚人，并且多数隶属于亚美尼亚使徒教会。阿尔察赫实行总统制，并设有一院制的国民议会。一些人認為阿尔察赫對亞美尼亞的依賴程度已使阿尔察赫在許多方面已儼然如亚美尼亚的一部分。

## 名称
纳戈尔诺-卡拉巴赫的名称是对先前存在的行政实体纳戈尔诺-卡拉巴赫自治州的名称的修改，而纳戈尔诺-卡拉巴赫自治州于1923年建立在时称卡拉巴赫的山地（俄语：На горно，意为“在山上”）区域（名称“卡拉巴赫”来自突厥语“kara”（意即「黑」），和波斯語： bâğ（意即「花园」）），而這名称起源于中世纪晚期。但亚美尼亚人更喜欢用更古老的亚美尼亚人王国-阿尔察赫王国的名字命名为“阿尔察赫”，名称取自“Ar”（意即「亚兰」）和“tsakh”（意即「树林、花园」），即亚美尼亚东北部第一个纳哈拉尔休尼克的花园。

## 历史
纳戈尔诺-卡拉巴赫地区的早期居民是因活动于卡拉河与阿拉斯河两河之间而得名的卡拉—阿拉斯人。
根据当地的一则经外传说，纳卡的两个河谷属于诺亚子孙们最早的一批定居地。
阿爾察赫在古代曾屬於亞美尼亞，高加索阿爾巴尼亞和波斯等多個政權，18世紀併入帝俄。
由于俄羅斯帝國在1917年解體，阿塞拜疆民主共和国和亚美尼亚民主共和国于1918年相继获得独立，雙方均对以亞美尼亞人居多的纳戈尔诺-卡拉巴赫地區主張領土主權。在两国并入新成立的蘇聯后，納戈爾諾-卡拉巴赫自治州得以于1923年成立，並且隸屬於亞塞拜然蘇維埃社會主義共和國。随着苏联解体，该地区又重新成为阿塞拜疆与亚美尼亚两国争端的缘由。1991年，纳卡州和临近的邵武勉区举行了公民投票，但境內阿塞拜疆人拒绝投票，最終結果選擇独立取得了99.89%的壓倒性支持，旋即纳卡宣告獨立。大规模的民族冲突于1991年引发了亚美尼亚和阿塞拜疆两国间的納戈爾諾-卡拉巴赫戰爭，1994年5月雙方在俄罗斯斡旋下签署停火协议，双方的实际控制线成为纳卡之后的國界。虽然有一些小的冲突，但两个声索国以及纳卡当局直在2016年冲突之前大致上一直处于和平状态。
2020年9月27日，在亞塞拜然方事先有所準備下，決意「收復失土」而向阿爾察赫大舉進攻，两国在纳卡地区激烈戰鬥，再次引發全面戰爭。唯此次亞塞拜然在無人機等新科技助陣下已令阿爾察赫方損失慘重，雖經多次國際調停，但截至同年11月，戰爭仍未有任何平息跡象。
2020年11月10日，亞美尼亞總理帕希米揚宣布与亞塞拜然與俄罗斯达成停火协议。按照协议，亚美尼亚、阿塞拜疆两军维持阵地位置不变，亚美尼亚需在11月15日前将克爾巴賈爾區交还阿塞拜疆，11月20日前交还阿格達姆區，12月1日前交还拉欽區。沿纳卡地区两军接触线、拉钦走廊布置俄羅斯维和部队。阿塞拜疆保证纳卡地区人员、货物、车辆双向流动安全。
2022年3月24日，亞塞拜然再度進攻阿尔察赫共和国並占領部分地區。2022年12月，阿塞拜疆当局封锁了纳卡地区通往亚美尼亚的唯一通道拉钦走廊，造成食品、藥品與燃料的進口中断，当地出现嚴重的人道危機。
2023年5月22日，亚美尼亚总理帕希尼扬表示，亚美尼亚准备有条件承认纳卡地区是阿塞拜疆的一部分，承认包含纳卡地区在内的阿塞拜疆领土完整。當天夜间，阿爾察赫國民議會召开紧急会议，一致通过了一项关于不允许承认纳卡地区为阿塞拜疆领土的决议。会议还呼吁纳卡地区前任和现任领导人谴责帕希尼扬关于可能承认纳卡地区为阿塞拜疆领土的表态。
2023年9月19日，2023年纳戈尔诺-卡拉巴赫冲突爆發。次日，阿尔察赫共和国政府同意解除武装，并与阿塞拜疆政府就该地区與阿塞拜疆的一体化進程进行谈判。从9月24日开始，大批原本居住在当地的亚美尼亚人出于对种族清洗的担忧，开始出逃。
2023年9月28日，阿尔察赫共和国末任總統萨姆韦尔·沙赫拉马尼扬批准了一項命令，宣布阿爾查赫共和國政府自2024年1月1日起正式解散。截至2023年10月1日，阿爾察赫境內的亞美尼亞人所剩無幾。2023年10月15日，阿塞拜疆总统伊利哈姆·阿利耶夫到訪阿爾察赫，并在原阿尔察赫总统府前升起了阿塞拜疆国旗。然而，2023年12月22日，阿爾察赫末任總統沙赫拉马尼扬再次下令，撤銷9月28日解散政府的決定，暗示阿尔察赫共和国政府可能继续作为流亡政府存在，尽管阿爾察赫領土已完全由阿塞拜疆控制。
2024年4月17日，克里姆林宮證實，曾因2020年第二次纳卡战争後簽署的三國聯合聲明而進駐納戈爾諾-卡拉巴赫和拉欽走廊的俄維和部隊正在撤離該地區，該地區已完全由亞塞拜然所控制
。

## 地理
阿尔察赫共和国声索的总领土为11,430平方公里，2024年1月1日以前是一個雙重內陸國家，2020年至2023年底，是一個雙重內陸國中國。2020年以前，其中100平方公里由阿塞拜疆控制。
该国大部分为陡峭的山区，地势从西向东下降。该国最高峰木罗夫达戈山为3723米，全国平均海拔为1097米。
气候为亚热带季风气候，常年温和，年平均气温为11摄氏度。7月至8月的月平均最高温度为21至22摄氏度，最低温度为1月至2月的-1至0摄氏度。

## 政治
阿尔察赫採用總統制，行政權力主要由總統掌握，作為國家元首兼任政府首腦。阿尔察赫共和國議會則掌握立法權，共有33席，任期為5年。

### 外交關係
外交部位於斯捷潘納克特，而阿尔察赫在以下地區擁有駐外館處：亞美尼亞、澳大利亞、德國、俄羅斯、美國、法國以及專門處理中東事務的貝魯特代表處。
阿尔察赫共和国未获得包括亚美尼亚在内所有联合国会员国的承认。承認阿尔察赫主權地位的國家只有阿布哈茲、南奧塞提亞和聶斯特河沿岸三個未受普遍承認的國家。
| 國家           | 承認日期       | 注釋                              |
| -------------- | -------------- | --------------------------------- |
| 阿布哈茲       | 2006年11月17日 | 2007年9月26日建交（非联合国成员） |
| 德涅斯特河沿岸 | 2006年11月17日 | 2007年9月26日建交（非联合国成员） |
| 南奥塞梯       | 2006年11月17日 | 2007年9月26日建交（非联合国成员） |

## 行政区划

阿尔察赫行政区划。條紋處為聲索區

阿尔察赫行政区划。虛線為2020年納哥諾卡拉巴克戰爭前實控區

阿尔察赫共和国共分为7个区（Region）和1个直辖市。
| 区份                   | 阿塞拜疆官方建制                   | 首府         | 首府（阿塞拜疆语名称） |
| ---------------------- | ---------------------------------- | ------------ | ---------------------- |
| ①马尔达凯特区          | 卡尔巴贾尔区 塔尔塔尔区 阿格达姆区 | 马尔达凯特   | 阿格達拉               |
| ②阿斯凯兰区            | 霍贾雷区 阿格达姆区                | 阿斯凯兰     | 阿斯凯兰               |
| ③斯捷帕纳克特市        | 汉肯德                             | 斯捷潘纳克特 | 汉肯德                 |
| ④马尔图尼区            | 霍贾文德区 阿格达姆区              | 马尔图尼     | 霍贾文德               |
| ⑤舒沙区                | 舒沙区                             | 舒沙         | 舒沙                   |
| ⑥哈德鲁特区 (阿尔察赫) | 霍贾文德区 杰布拉伊尔区 菲祖利区   | 哈德鲁特     | 哈德鲁特               |
| ⑦卡扎赫区              | 拉钦区 古巴德勒区 赞格兰区         | 贝尔佐尔     | 拉钦                   |
| ⑧邵武勉区              | 卡尔巴贾尔区 戈兰博伊区            | 克尔巴贾尔   | 克尔巴贾尔             |

## 经济

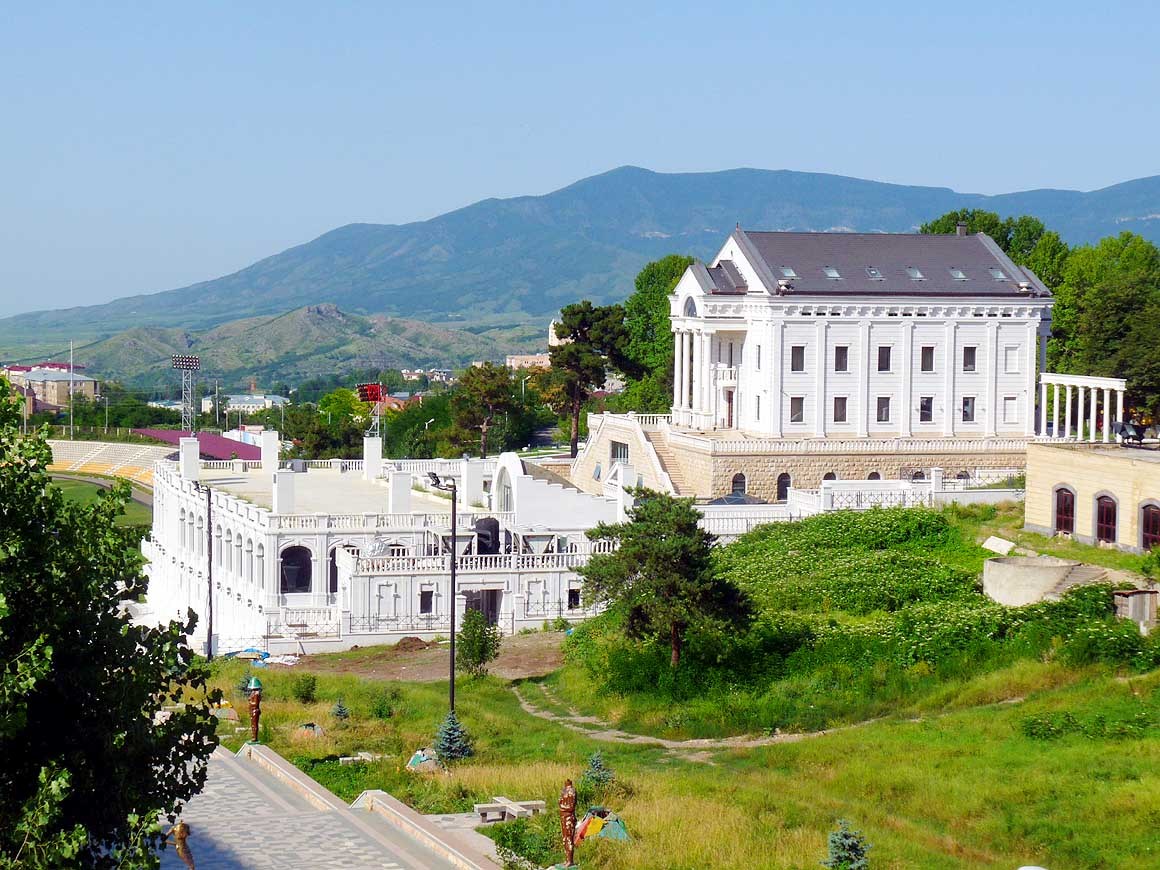
首都市中心的一家酒店

阿尔察赫共和国的社会经济状况受到冲突的极大影响。但也有一些外国投资，大多数风险投资的来源来自亚美尼亞、俄罗斯、美国、法国、澳大利亚、伊朗和中东的亚美尼亚人。
电信行业是由卡拉巴赫电信（Karabakh Telecom）控股的，与亚美尼亚本土不同，这是由一家黎巴嫩投资的移动电话公司。
自2002年以来，随着Drmbon矿床的开发和运营，铜和金矿开采一直在进步。大约生产了27.28万吨（湿重）精炼矿产，平均铜含量为19-21％，金含量为32-34g/t。阿塞拜疆认为纳戈尔诺-卡拉巴赫的任何采矿业务都是非法的，并誓言聘请国际审计公司来确定阿塞拜疆国营矿石管理公司因此遭受的损失。阿塞拜疆政府于2018年宣布，正计划向国际法院和有关采矿公司注册所在国家的执法机构提出上诉。
银行系统由Artsakhbank（一家位于埃里温的亚美尼亚银行，履行纳戈尔诺-卡拉巴赫国家银行的职能）和许多其他亚美尼亚银行管理。共和国也使用亚美尼亚德拉姆。
葡萄酒的种植和农产品特别是葡萄酒的加工（即葡萄酒，葡萄酒，干邑白兰地的储存）是经济发展的优先方向之一。
阿尔察赫的几座古代修道院深受游客欢迎，但多数造访游客都是亞美尼亞僑民。

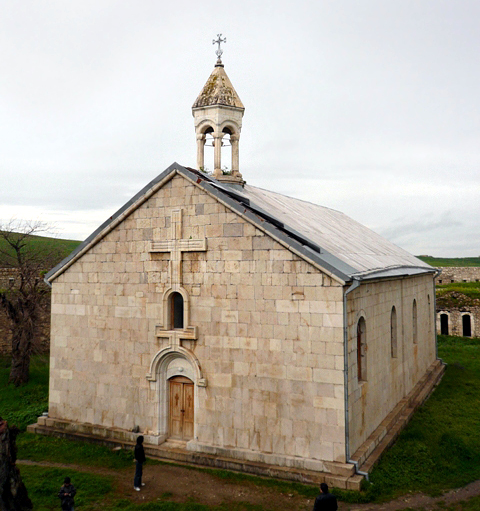
阿馬拉斯修道院
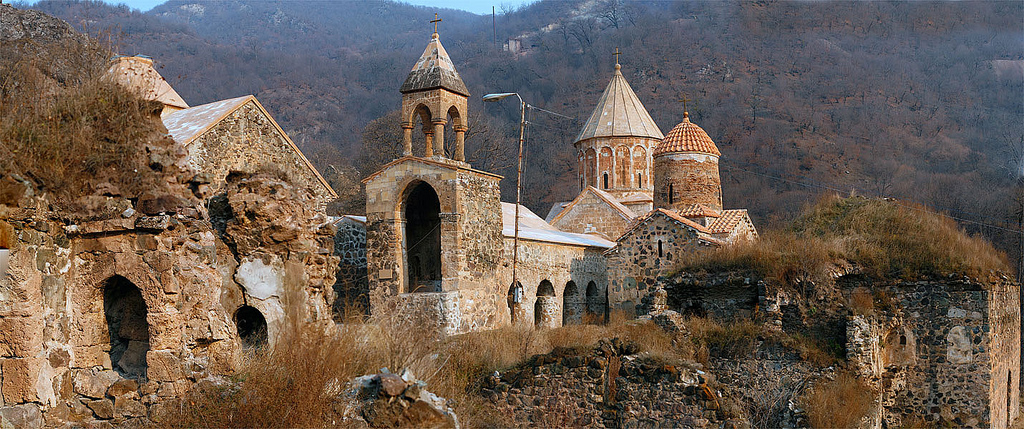
達季萬克修道院
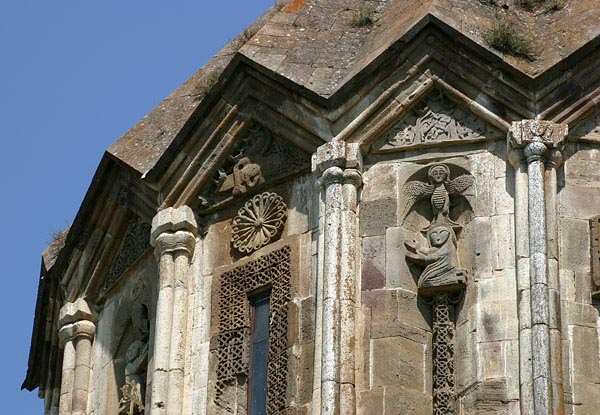
甘扎萨尔修道院
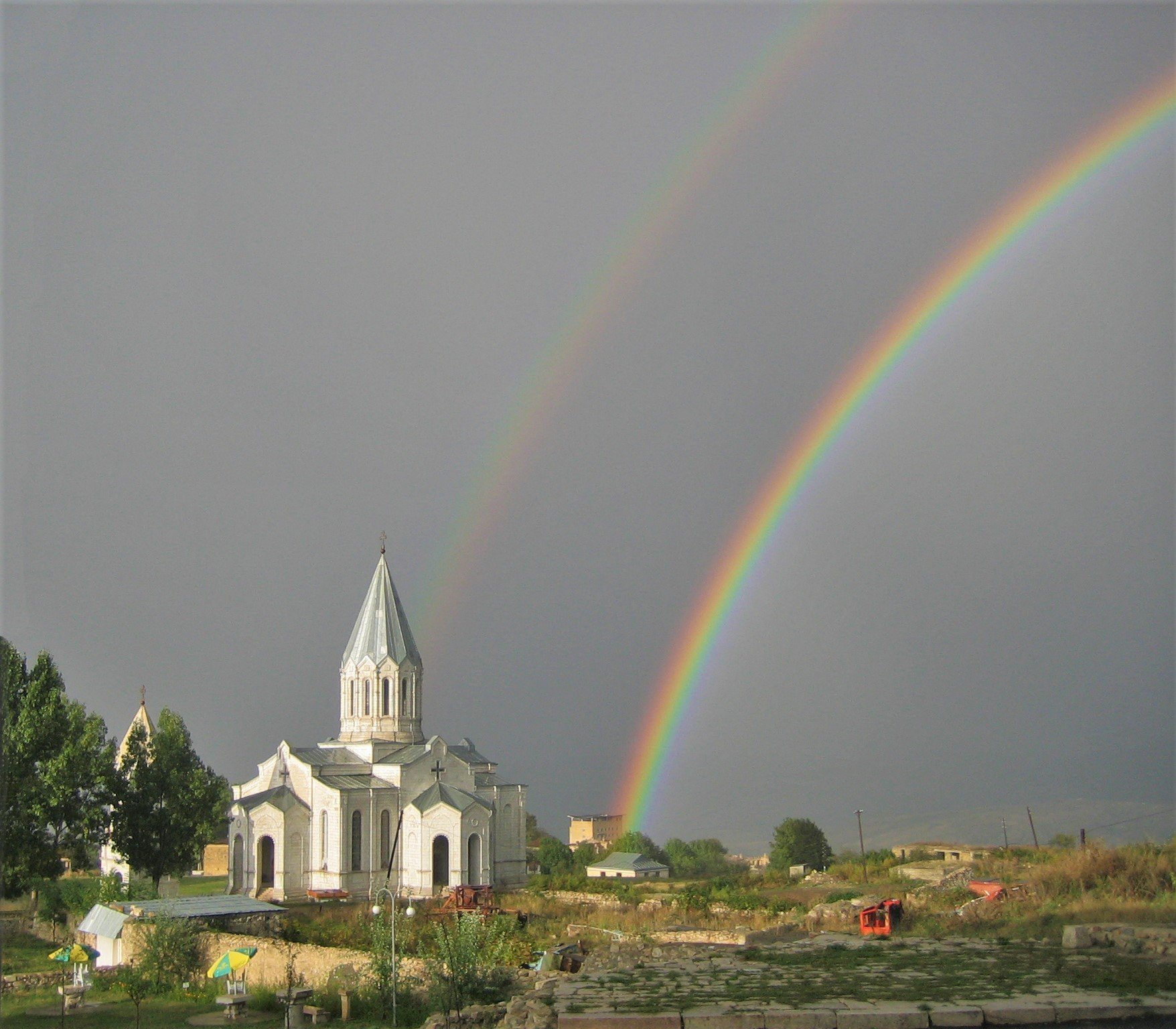
圣救主主教座堂
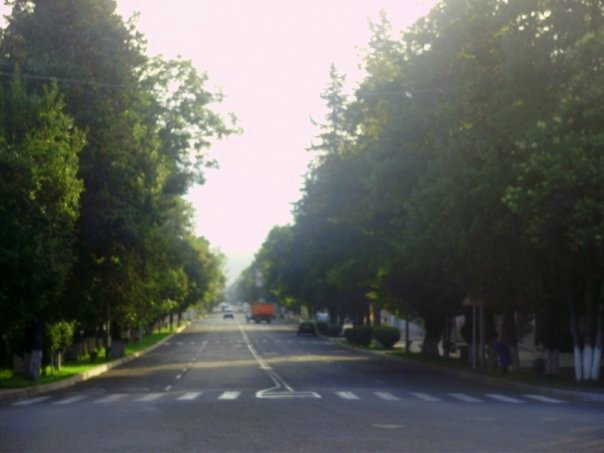
解放者大道，斯捷潘納克特
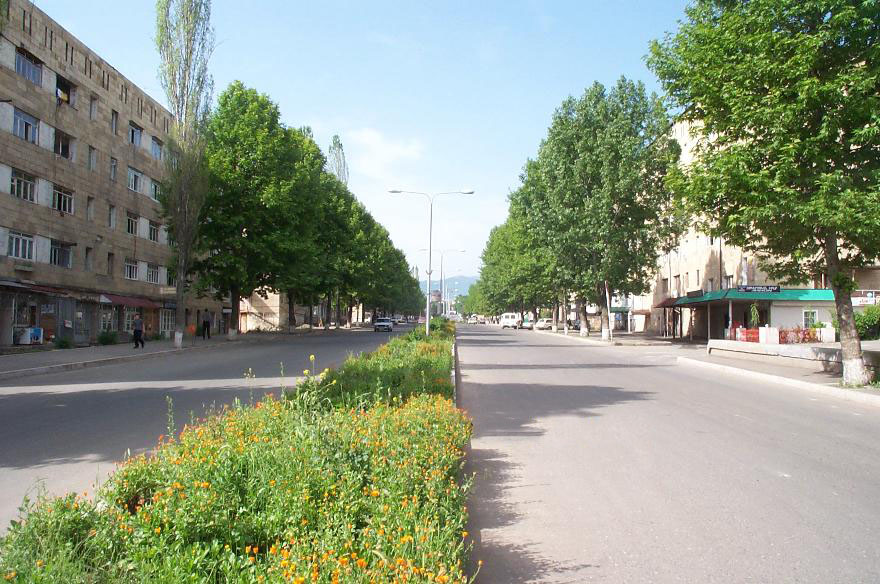
斯捷潘纳克特的主要大道
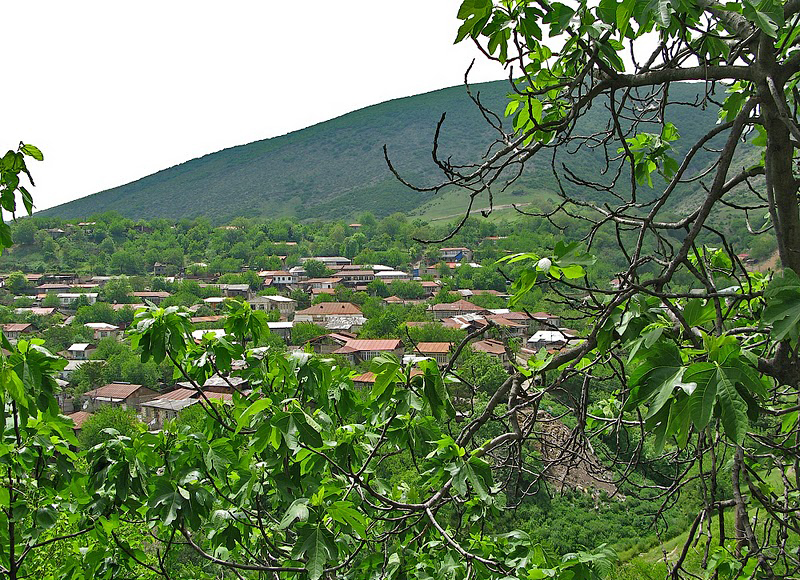
（Azokh）村

## 节日
阿尔察赫节日与亚美尼亚基本相同，1月1日的元旦和6月1日儿童节等节日与其他国家一致。
| 日期     | 正式名称                   | 本地名称                                                                                     |
| -------- | -------------------------- | -------------------------------------------------------------------------------------------- |
| 1月7日   | 諸靈節                     | Մեռելոց հիշատակի օր                                                                          |
| 2月20日  | 阿尔察赫复兴日             |                                                                                              |
| 3月8日   | 妇女节                     | Կանանց միջազգային օր                                                                         |
| 4月7日   | 母亲节和美丽节             | Մայրության եւ գեղեցկության տոն                                                               |
| 4月24日  | 亚美尼亚种族灭绝纪念日     | Ցեղասպանության զոհերի հիշատակի օր                                                            |
| 5月1日   | 工人团结日                 | Աշխատավորների համերաշխության միջազգային օր                                                   |
| 5月9日   | 武装力量胜利和舒沙解放日   | Հաղթանակի տոն, Լեռնային Ղարաբաղի Հանրապետության պաշտպանության բանակի եւ Շուշիի ազատագրման օր |
| 5月28日  | 共和国日                   | Հայաստանի Առաջին Հանրապետության օր                                                           |
| 6月29日  | 失踪的士兵和阵亡将士纪念日 |                                                                                              |
| 9月2日   | 独立日                     | Լեռնային Ղարաբաղի Հանրապետության օր                                                          |
| 12月7日  | 大地震纪念日               |                                                                                              |
| 12月10日 | 独立公投日 宪法日          | Լեռնային Ղարաբաղի Հանրապետության պետական անկախության մասին հանրաքվեի և Սահմանադրության օր    |

## 外部連結
- Armenica.org 亚美尼亚歷史 （页面存档备份，存于）
- MFA of the Nagorno Karabakh Republic （页面存档备份，存于）
- NKR Office in Washington, DC
- 2001年4月30日亚美尼亚常驻联合国代表给秘书长的信PDF
- 2001年5月16日阿塞拜疆常驻联合国代表给秘书长的信PDF